# Luci Calpurni Pisó (polític)
Luci Calpurni Pisó (en llatí Lucius Calpurnius Piso) va ser un polític romà probablement el fill més jove de Gai Calpurni Pisó, pretor l'any 211 aC. Formava part de la gens Calpúrnia, una antiga família romana d'origen plebeu.
Titus Livi diu que va ser enviat com a ambaixador davant de la Lliga Aquea a Sició al començaments del segle ii aC.